# كيرك فرازير
كيرك فرازير (بالإنجليزية: Kirk Fraser)‏ هو مخرج أمريكي، ولد في 12 فبراير 1976 في كينغستون في جامايكا.

## وصلات خارجية
- كيرك فرازير على موقع IMDb (الإنجليزية)
- كيرك فرازير على موقع أول موفي (الإنجليزية)